# Ганит
Ганит (синоним — цинковая шпинель) ZnAl2O4 — минерал, класса окислов. Назван по имени шведского химика Ю. Г. Гана.

## Свойства минерала

### Структура и морфология кристаллов
Кубическая сингония — Fd3m; {\displaystyle a_{0}} = 8,078—8,155, Z = 8. Структура нормальной шпинели. Гексаоктаэдрический класс — m3m ({\displaystyle 3L_{4}4L_{3}6L_{2}9PC}). Кристаллы обычно имеют октаэдрический или додекаэдрический облик. Грани октаэдра некоторых кристаллов округлые или со ступеньками роста. Существует закономерное срастание ганита с нигеритом. Отмечены параллельные срастания ганита и ксенотима, ганита и магнетита.

### Физические свойства и физико-химические константы
Спайность несовершенная. Излом раковистый, иногда неровный до занозистого. Хрупок. Твердость 7,5—8. Температура плавления 1930°С. Микротвёрдость 1491—1605 при нагрузке 100 г (Янг и Милмэн), 861—1233 при нагрузке 100—200 г (Лебедева). Удельный вес 3,59—4,91; увеличивается с возрастанием содержания железа. Цвет темно-зеленый, серовато зелёный, синевато-черный, иногда жёлтый или бурый. Черта серая, серовато-зеленая. Блеск стеклянный до жирного, иногда алмазный. В тонких слоях прозрачен. Искусственный ганит светится в катодных лучах очень слабым голубовато-белым цветом. Отмечалась радиоактивность ганита благодаря присутствию мельчайших включений ксенотима и торий-содержащего циркона.

### Микроскопическая характеристика
В шлифах в проходящем свете светло-зеленый, светло-синий. Изотропен. Иногда наблюдается слабый плеохроизм и слабое двупреломление. Рельеф резкий положительный с ясно выраженной шагреневой поверхностью. Удельный вес и показатель преломления находятся в линейной зависимости от состава. С увеличением содержания MgO уменьшаются показатель преломления и удельный вес с увеличением содержания FeO увеличиваются показатель преломления и размер ячейки. Отражательная способность неориентированного образца (в %) для различных {\displaystyle \lambda }: 10,4 (470 {\displaystyle m\mu }); 9,6 (560 {\displaystyle m\mu }); 7,7 (575 и 600 {\displaystyle m\mu }); 8,5 (700 {\displaystyle m\mu }).

### Химический состав.
Теоретический состав: ZnO—44,39; Al2O3—55,61. Часто Zn замещается Fe2+, Mg, Mn2+. Al замещается Fe3+, частично Mn3+, Cr3+. Связан переходом с шпинелью и герцинитом. В некоторых ганитах содержится Co, Ga.

## Форма нахождения и месторождения
Довольно редок. Встречается в гранитных пегматитах, в высокотемпературных (контактово-метасоматических и метаморфических) месторождениях, в кристаллических сланцах. Вследствие устойчивости при выветривании обнаруживается в россыпях. В пегматитах Западного Приазовья (Елисеевского месторождения) ассоциируется с кварцем и гранатом, выделения ганита окружены слюдистой оболочкой. Встречен в пегматитах в Ильменском заповеднике на Урале. Обнаружен в пегматитах докембрийского метаморфического комплекса Кольского полуострова. В пегматитах Мальгашской республики (Мадагаскар) встречается вместе с бериллом, колумбит-танталитом, ампангабеитом, монацитом. В тесной ассоциации с нигеритом установлен в пегматитах Кебби (Нигерии). В Гвиане — в ассоциации с ильменорутилом, гранатом и топазом. Отмечался в пегматитах Бразилии: в Акари — Дантас (Риу-Гранди-ду-Норти) вместе с кварцем, микроклином и мусковитом; также в Итамбе (Баия). В пегматитах Северной Моравии, Чехословакия — среди альбита в ассоциации с бериллом, мусковитом, колумбитом, турмалином и апатитом; в мусковите в Смиловце (Копривштица, Болгария). В пегматитах Финляндии зерна ганита включены в кварц или полевой шпат, окружены или прорастают сульфидами, также гемиморфитом, мусковитом и хлоритом. В пегматитах префекта Фукусимы (Япония), ганит ассоциируется с кварцем, пирофиллитом, мусковитом. В мраморизованных известняках в Тириоло (Калабрия, Италия) — с везувианом. В штате Мэриленда (США), наблюдался в прожилках кварца, секущих слюдяной сланец в ассоциации с магнетитом и халькопиритом. Обнаружен в тальковых сланцах месторождения Фалун (Швеция). Встречен в мусковитных сланцах Норвегии. В цинковых месторождениях Франклина (Нью-Джерси, США) встречается в ассоциации с цинкитом и франклинитом. Отмечен в свинцово-цинковом месторождении Македонии. Известен в алмазных россыпях в штате Минас-Жерайс (Бразилия), в аллювиальных отложениях месторождения Гринбушес (Новый Южный Уэльс).

## Искусственное получение
Легко получается путем сплавления окислов цинка и алюминия с минерализаторами при 1200°С, без минерализаторов — при нагревании до 1600°С в течение 10 минут, при 1200°С — в течение 3 часов. Кристаллизуется из расплава при 1900—2300°С, при наличии плавней — при 1300—1500°С.

## Практическое значение
Пригоден для изготовления керамических и огнеупорных изделий большой прочности.

## Отличительные черты
От других алюмошпинелей отличается повышенным удельным весом и показателем преломления, перед паяльной трубкой на угле с содой дает белый налет окиси цинка; от сходного внешне микролита — меньшим удельным весом, показателем преломления.

## Разновидности
Олово-содержащий (Синоним Оловянистый ганит) — лимиат — Содержит 13,5 % SnO2. Предположительно характеризуется наличием сверхструктуры с {\displaystyle a_{0}} = 32,26. Оптически аномален.
Аутомолит — (Zn,Mg,Fe) Al2O4, промежуточный между шпинелью и ганиитом.
Дислюит — (Zn,Fe,Mn) (Al,Fe)2O4, промежуточный между ганитом, галакситом, феррошпинелями.
Крейттонит — (Zn,Fe) Al2O4, промежуточный между ганитом и герцинитом.